# Roca de Forcada
El Roca de Forcada és una muntanya de 1.539 metres que es troba al municipi de la Pobla de Lillet, a la comarca catalana del Berguedà.